# International English Language Testing System
Das International English Language Testing System (IELTS, Aussprache [ˈaɪ.ɛlts]) ist ein weltweit anerkannter Sprachtest des British Council, der die Fähigkeiten einer Person in englischer Sprache als Fremdsprache ermittelt.

## Typen
IELTS wird in zwei unterschiedlichen Testversionen angeboten, die auf verschiedene Nutzergruppen ausgerichtet sind:
Academic wird hauptsächlich von Studenten absolviert, die an einer Universität im englischsprachigen Ausland oder einer deutschen Hochschule studieren möchten. Die meisten Universitäten in Australien, Großbritannien, Irland, Kanada und Neuseeland sowie mittlerweile über 3.300 Einrichtungen in den USA (Anzahl stetig steigend) akzeptieren den Test als Zulassungsvoraussetzung. Auch immer mehr deutsche Unis und Fachhochschulen verlangen den IELTS für Studiengänge mit internationalen Komponenten (Bachelor/Master). Menschen, die im medizinischen Bereich arbeiten, müssen den IELTS-Test ablegen, um eine Arbeitserlaubnis in oben genannten Ländern zu erhalten.
General Training wird von Personen absolviert, die einen Nachweis über ihre allgemeinen Englischkenntnisse, beispielsweise für den Beruf oder zur Immigration, benötigen.

## Aufbau eines Tests
Es werden vier Bereiche überprüft. Insgesamt dauert der Test 2 Stunden und 55 Minuten.
- Hörverständnis (Listening), 40 Minuten
- Leseverständnis (Reading), 60 Minuten
- Schreiben (Writing), 60 Minuten
- Sprechen (Speaking), 11–14 Minuten

## Testergebnisse
IELTS-Testkandidaten können ihre Ergebnisse am 13. Tag nach ihrem Testtermin online einsehen. Gleichzeitig wird ihnen ein Zertifikat (IELTS Test Report Form) per Post zugeschickt. Die Testergebnisse sind zwei Jahre gültig.
Wertungsskala
- 9 – Experte: Fließend mit vollem Verständnis (Expert User: Fluent with complete understanding)
- 8 – Sehr gut: uneingeschränkt einsatzbereite Beherrschung der Sprache, gelegentliche Ungenauigkeiten (Very Good User: Full operational command, occasional inaccuracies)
- 7 – Gut: Einsatzbereite Beherrschung der Sprache, gelegentliche Ungenauigkeiten (Good User: Operational command, occasional inaccuracies)
- 6 – Kompetent: Effektive Beherrschung der Sprache, Ungenauigkeiten (Competent User: Effective command, inaccuracies)
- 5 – In Maßen: Teilweise Beherrschung der Sprache, viele Fehler (Modest User: Partial command, many mistakes)
- 4 – Begrenzt: Begrenzte Beherrschung der Sprache, sehr häufige Probleme (Limited User: Limited command, frequent problems)
- 3 – Sehr begrenzt: Nur allgemeines Verstehen (Extremely Limited User: Only general understanding)
- 2 – Sporadisch: Nur elementares Verstehen mit Schwierigkeiten (Intermittent User: Only basic understanding with difficulty)
- 1 – Keine Anwendung: Keine Sprachfähigkeit (Non User: No language ability)
- 0 – Hat am Test nicht teilgenommen (Did Not Take Test)

In der Klassifizierung des europäischen Referenzrahmens entspricht der Ergebnisbereich 4.0 bis 5.0 der Kompetenzstufe B1, 5.0 bis 6.5 dem Bereich B2, 7.0 bis 8.0 einer C1 und 8.0 bis 9.0 der Kompetenzstufe C2.

## Testzentren in Deutschland
Für den IELTS-Test wird eine Testgebühr von 234 Euro (August 2021) erhoben. Der Test muss in einem offiziellen Testzentrum abgelegt werden. Veranstalter in Deutschland ist der British Council. Er bietet den Test in Aachen, Berlin, Bremen, Düsseldorf, Dortmund, Frankfurt am Main, Freiburg im Breisgau, Hamburg, Hannover, Köln, Leipzig, Mannheim, München und Stuttgart an.

## Testzentren in der Schweiz
Der papierbasierte IELTS Test in der Schweiz kostet CHF 369. Der Veranstalter in der Schweiz ist der British Council in Bern. Tests finden regelmäßig in Bern, Zürich und Genf statt.
Der computerbasierte IELTS Test in der Schweiz kostet CHF 410. Die Veranstalter für computerbasierte IELTS Tests in der Schweiz sind Swiss Exams und der British Council. IELTS Tests am Computer mit Swiss Exams finden regelmässig in Winterthur, St. Gallen, Basel und Lausanne statt.

## Testzentren in Österreich
Die IELTS Test Veranstalter in Österreich sind das Cambridge Institute Vienna und der British Council Vienna in Wien. Der Test findet in Wien und Graz statt.

## Kritik

Preise des Tests zwischen Mai 2004 und April 2013

Seit 2002 hat sich der Preis des IELTS-Tests in Deutschland von 123 Euro (240 Deutsche Mark) auf 240 Euro (249 € ab Dezember 2023) verteuert. In der Schweiz ist der Preis für den computerbasierten Test auf aktuell 400 CHF angestiegen (Stand Juli 2023).
Es wurde kritisiert, dass deutsche Studienbewerber für den Nachweis ihrer Englischkenntnisse häufig auf IELTS angewiesen sind, da viele Universitäten nur diesen oder den ähnlich teuren TOEFL-Test anerkennen. Damit werden sozial Schwächere durch die hohe Testgebühr benachteiligt, zudem greifen die Universitäten auf einen externen Dienstleister zur Sprachprüfung zurück.
Die Universität Hamburg verzichtet für den Anglistik-Bachelor seit Mai 2012 auf Sprachzertifikate externer Anbieter und hat damit „durchweg positive Erfahrungen“ gemacht. So habe die Qualität der Studienbewerber laut Studiendekanin Susanne Rupp nicht nachgelassen.